# Luiz Cordeiro Filho
Luiz Antônio de Souza Cordeiro Filho, mais conhecido como Luiz Cordeiro ou Luiz Cordeiro Filho (Brasília, 7 de fevereiro de 1983) é um piloto brasileiro de automobilismo. Atualmente é piloto oficial e coach da equipe Piquet Sports America.

## Biografia
Iniciou a sua carreira no automobilismo em 2005 no kart. Começou a competir a nível nacional no ano de 2008 ganhando 5 títulos em apenas um único ano, recebendo assim um premio da CBA pelas vitórias conquistadas.
Em 2010 Cordeiro juntamente com Yann Cunha e Lu Boesel venceram as 500 Milhas de Kart realizada no Kartódromo Internacional Granja Viana, corrida da qual estavam competindo Nelson Piquet Jr., Rubens Barrichello, Tony Kanaan, Vitor Meira e outros.
Em 2011 Cordeiro participou da SKUSA SuperNationals, que acontece todos os anos em Las Vegas e é considerado um dos campeonatos de kart mais importantes do mundo.
Campeão por onde passou, o final de 2018 foi o ano de estreia nas categorias de carros. Correndo em algumas categorias nacionais de turismo em 2019, Cordeiro já coleciona várias vitórias, tornando-se Campeão da CopaJR (Marcas e Piloto) e vencendo corrida na Copa HB20 Hyundai, na qual realizou um fato inédito, ser o primeiro piloto da categoria Super a levar a melhor sobre o pelotão da Pro, vencendo assim a corrida na classificação geral dentre os 31 carros da prova.
Com recente passagem pela STOCK CAR LIGHT e COPA HB20, Luiz Cordeiro é Coach e piloto oficial da equipe PIQUET SPORTS USA.
Seu mais recente titulo foi a conquista do Vice-Campeonato da SKUSA Winter Tour, evento realizado na FLORIDA e tido como um dos maiores campeonatos de KART dos EUA. 
Além de piloto, Cordeiro é empresário e possui empresas na área de Tecnologia da Informação.

## Principais Títulos
- Vice-Campeão SKUSA Winter Tour - USA[12]
- Campeão CopaJR Turismo 1.4[13]
- Campeão Copa do Brasil de Kart[14]
- Campeão das 500 Milhas KGV[15][16]
- Vice-Campeão Brasileiro de Kart[17]
- Vice-Campeão dos 200km de Turismo de Goiânia[18]
- Campeão Centro-Oeste de Kart[19]
- Campeão Brasiliense de Kart[20]
- Campeão Goiano de Kart[21]
- Tricampeão das 6 Horas de Kart de Brasília[22]
- Tricampeão CBKE endurance[23]

## Ligações Externas
- Luiz Cordeiro Filho no Instagram